# Kanton Redingen
Kanton Redingen (francouzsky Canton de Redange, německy Kanton Redingen, lucembursky Kanton Réiden) je kanton v Lucembursku.

## Geografie a populace
Na severu sousedí s kantonem Wiltz, na východě s kantony Diekirch a Mersch a na jihu s kantonem Capellen. Na západě hraničí s Belgií.
Kanton má rozlohu 267,49 km² a žije v něm celkem 17 609 obyvatel (2016). Je složen z 10 obcí:
- Beckerich (2 437)
- Ell (1 230)
- Grosbous (992)
- Préizerdaul (1 621)
- Rambruch (4 202)
- Redange (2 609)
- Saeul (723)
- Useldingen (1 658)
- Vichten (1 186)
- Wahl (951)